# 佐兰·马罗耶维奇
佐兰·马罗耶维奇（羅馬化：Zoran Maroević，1942年4月27日—2019年4月24日），塞尔维亚男子篮球运动员，曾代表南斯拉夫参加1968年夏季奥运会男子篮球比赛，最终队伍获得一枚银牌。